# Allgäu-Express

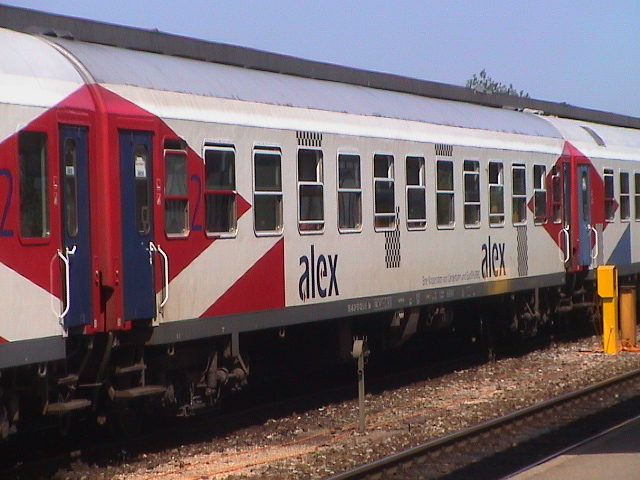
Der Allgäu-Express im Jahr 2004

Der Allgäu-Express, kurz alex, war eine vom 14. Dezember 2003 bis zum 9. Dezember 2007 bestehende Zuggattung des Schienenpersonennahverkehrs, die das Allgäu mit München verband. In den Fahrplänen der Deutschen Bahn wurde die Abkürzung ALX verwendet. 

## Geschichte

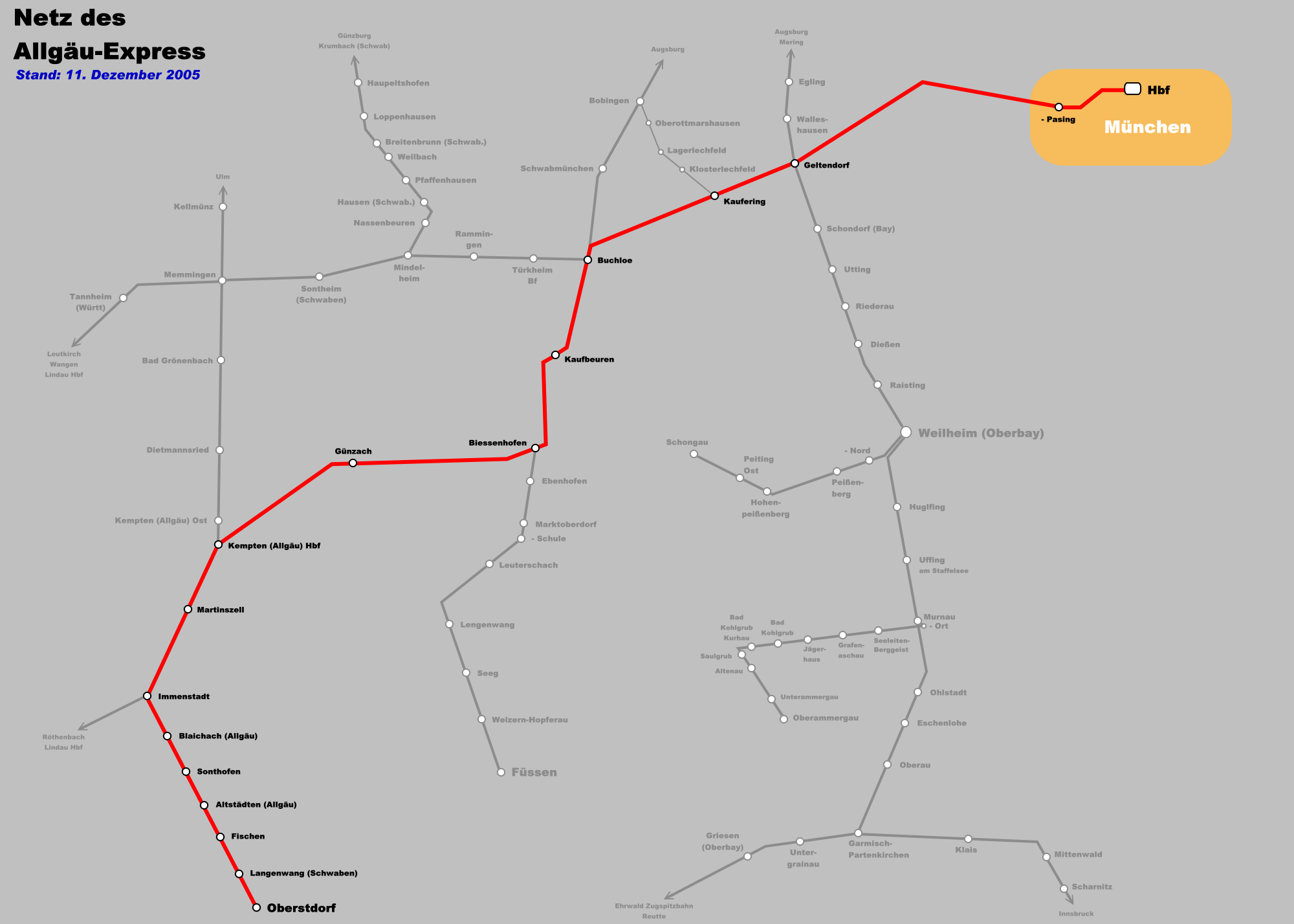
Strecke des Allgäu-Express

Der Allgäu-Express war ein Gemeinschaftsunternehmen der Regentalbahn und der EuroThurbo (ab 2005 SBB GmbH), bevor die Regentalbahn den Betrieb des Zuges zum Fahrplanwechsel im Dezember 2007 in eigener Regie übernahm und das Streckennetz, nun unter dem Namen Arriva-Länderbahn-Express, deutlich erweiterte.  
Der Allgäu-Express ersetzte Teilabschnitte der zuvor eingestellten Interregio-Linie 25 Dresden–Hof (Saale)–Regensburg–München–Oberstdorf, so verkehrte er unter Nutzung der Bahnstrecken München–Buchloe, Buchloe–Lindau und Immenstadt–Oberstdorf über Kaufering, Buchloe, Kaufbeuren und Kempten (Allgäu). 
Die Züge verkehrten im Zwei-Stunden-Takt. Die Deutsche Bahn stellte aber in der Zwischenzeit moderne Regionalexpresszüge bereit, sodass die Strecke folglich einen Ein-Stunden-Takt aufwies. DB Regio und Allgäu-Express hatten eine Tarif- und Vertriebsgemeinschaft gebildet, somit konnten die Fahrgäste zwischen beiden Unternehmen frei wählen, welchen Zug sie benutzen wollten. Es wurden Fahrkarten des Nahverkehrs und des Münchner Verkehrs- und Tarifverbundes (MVV) anerkannt. Auch das Bayern-Ticket war gültig.

## Fahrzeuge
Das Wagenmaterial bestand aus ehemaligen Intercity-Abteilwagen der Gattungen Avmz111, beim alex als Am bezeichnet, und Bomz236, beim alex als Bm bezeichnet, die von der Deutschen Bahn stammten. Jeder Zug führte einen alex-treff-Wagen, beim alex als BRDpm bezeichnet, der aus einem Bomz236 umgebaut wurde. Dieser wies neu eine Theke, an der kleine Speisen und Getränke sowie Fahrkarten verkauft wurden und Informationen eingeholt werden konnten, einen Großraum der zweiten Wagenklasse und einen Fahrradbereich auf. Außerdem wurden zwei Wagen der Bauart Amz210 der ehemaligen Deutschen Reichsbahn ins weiß-rot-blaue alex-Farbschema umlackiert, zur zweiten Wagenklasse herabgestuft und als Bomz bezeichnet. Die Diesellokomotiven der Baureihe ER 20 wurden von Dispolok angemietet. 